# Blitar (huyện)
Blitar là một huyện tại tỉnh Đông Java, Indonesia. Từ năm 2010, huyện lị nằm tại Kanigoro sau hơn một thế kỷ chung thủ phủ với thành phố Blitar.
Blitar được chia thành các phó huyện (kecamatan): Bakung, Binangun, Doko, Gandusari, Garum, Kademangan, Kanigoro, Kesamben, Nglegok, Panggungrejo, Ponggok, Sanankulon, Selopuro, Selorejo, Srengat, Sutojayan, Talun, Udanawu, Wates, Wlingi, Wonodadi, Wonotirto.